# Adrian Cristea (fotbalist)
Adrian Cristea (n. 30 noiembrie 1983, Iași, România) este un jucător român de fotbal retras din activitate. A făcut parte din echipa națională de fotbal a României.
Adrian Cristea a început fotbalul la Iași fiind promovat în prima echipă a Politehnicii în sezonul 2002-2003. A evoluat aici până în 2004 când a fost transferat de Dinamo București. Un factor important a fost golul înscris în Ghencea împotriva Stelei, gol care a adus cele 3 puncte pentru Politehnica Iași. Acest lucru a dat satisfacție dinamoviștilor care l-au cumpărat imediat.
Mijlocașul lui Dinamo București are mai multe porecle: "Hagi", "Ronaldinho" sau "Prințul". A devenit iubit la Dinamo București datorită artificilor sale tehnice de pe teren și pentru golurile spectaculoase marcate din exteriorul careului. A demonstrat în repetate rânduri că este un bun executant de lovituri libere reușind goluri importante.
Când Adrian Cristea a fost întrebat cum reușește să evite prima pagină a ziarelor de scandal el a declarat că: "Nu am hobby-uri neobișnuite. Prefer să mă uit la un film, să joc un meci de tenis, decât să mă afișez la evenimente mondene. Sunt un tip mai liniștit în general."
Pentru echipa națională de fotbal a României a evoluat de 8 ori. În martie 2008 a primit Medalia „Meritul Sportiv” clasa a III-a, pentru rezultatele obținute în preliminariile Campionatului European și pentru calificarea la turneul final din 2008.
În lotul anunțat de Victor Pițurcă pentru Euro 2008 s-a regăsit și Adrian Cristea.
Postul lui este de mijlocaș stânga însă urcă deseori în atac, poate juca și pe flancul drept, și mijlocaș ofensiv, coordonator unde a demonstrat că se descurcă destul de bine reușind mai multe assist-uri în ultimele sezoane petrecute la Dinamo București.
În decembrie 2010 a semnat un contract pentru trei sezoane și jumătate cu FC Universitatea Cluj, care a plătit în schimbul său lui Dinamo suma de 1,5 milioane de euro.

## Legături externe
- Profil la RomanianSoccer.ro
- Adrian Cristea pe site-ul National-Football-Teams.com